# 제니퍼 포뎀스키

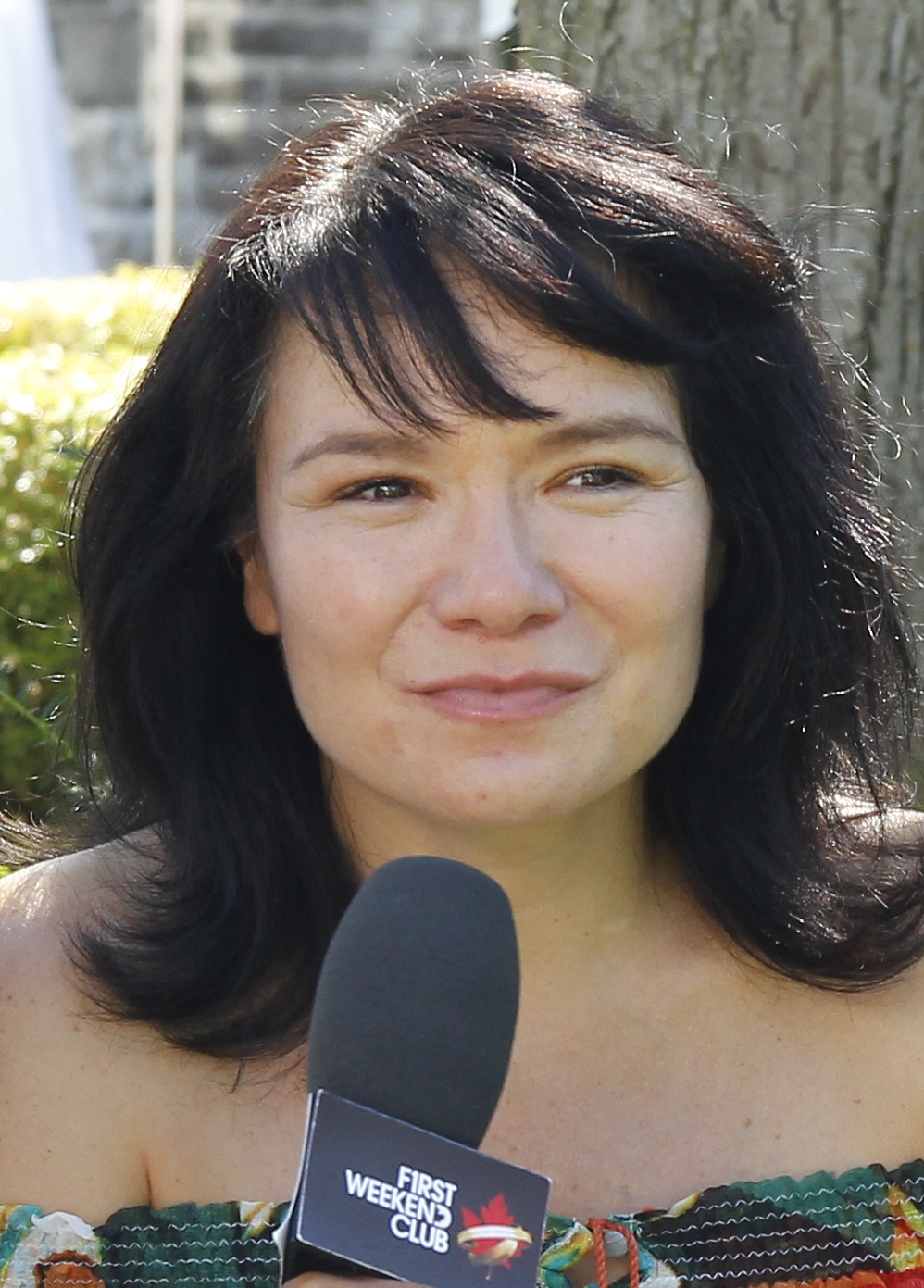

제니퍼 포뎀스키(Jennifer Podemski, 1974년 1월 1일 ~ )는 캐나다의 배우, 영화 프로듀서, 영화배우이다.
토론토에서 태어났다.

## 영화
- 파이어 송 (2015년)
- 엠파이어 오브 더트 (2013년) - 미네르바 역
- 우리도 사랑일까 (2011년) - 카렌 역
- 퓨저티브 피스 (2007년)
- 댄스 미 아웃사이드 (1995년) - 새디 머라클 역